# Bombay Beach
Bombay Beach és una concentració de població designada pel cens dels Estats Units a l'estat de Califòrnia. Segons el cens del 2000 tenia 366 habitants.

## Demografia
Segons el cens del 2000, Bombay Beach tenia 366 habitants, 178 habitatges, i 93 famílies. La densitat de població era de 139,9 habitants/km².
Dels 178 habitatges en un 18% hi vivien nens de menys de 18 anys, en un 38,8% hi vivien parelles casades, en un 10,7% dones solteres, i en un 47,2% no eren unitats familiars. En el 40,4% dels habitatges hi vivien persones soles el 25,8% de les quals corresponia a persones de 65 anys o més que vivien soles. El nombre mitjà de persones vivint en cada habitatge era de 2,06 i el nombre mitjà de persones que vivien en cada família era de 2,78.
Per edats la població es repartia de la següent manera: un 18,3% tenia menys de 18 anys, un 3% entre 18 i 24, un 19,7% entre 25 i 44, un 26,2% de 45 a 60 i un 32,8% 65 anys o més.
L'edat mediana era de 53 anys. Per cada 100 dones de 18 o més anys hi havia 99,3 homes.
La renda mediana per habitatge era de 17.708 $ i la renda mediana per família de 19.511 $. Els homes tenien una renda mediana de 31.250 $ mentre que les dones 14.213 $. La renda per capita de la població era de 10.535 $. Entorn del 12,1% de les famílies i el 27,8% de la població estaven per davall del llindar de pobresa.

## Poblacions més properes
El següent diagrama mostra les poblacions més properes.